# Corbehem Communal Cemetery
Corbehem Communal Cemetery is een begraafplaats gelegen in de Franse plaats Corbehem (Pas-de-Calais). De militaire graven worden onderhouden door de Commonwealth War Graves Commission.
De begraafplaats telt 7 geïdentificeerde Gemenebest graven uit de Eerste Wereldoorlog.